# David Fonseca
David Fonseca (Marrazes, Leiria, 14 de Junho de 1973) é um músico, cantor e compositor português. Também se dedica à fotografia. Foi inicialmente reconhecido como vocalista e principal compositor dos Silence 4 e, desde 2003, é um artista a solo. Além de escrever a maioria das suas canções, também é responsável pelo design gráfico das capas dos seus álbuns e pela direção de arte dos seus videoclips. Entre 2004 e 2006 fez parte do projeto-tributo Humanos.

## Biografia
Nasceu na cidade de Leiria, filho de uma professora e de um bancário, viveu na localidade de Marrazes até aos 18 anos.
Completou o bacharelato em Cinema, variante de Imagem, na Escola Superior de Teatro e Cinema, e chegou a frequentar a Faculdade de Belas-Artes da Universidade de Lisboa.
Iniciou a sua vida profissional como fotógrafo de moda.

### 1998-2002: Silence 4
O nome de David Fonseca é indissociável ao da banda a que deu voz, o grupo Silence 4. Surgido em 1998, o grupo impôs-se rapidamente no mercado nacional com dois álbuns de grande sucesso. Em 2001, os Silence 4 efectuaram a sua última digressão, tendo em 2002 encerrado a sua actividade definitivamente.  Lançaram ainda um DVD e um disco duplo ao vivo que regista a sua última passagem pelo Coliseu de Lisboa .

### 2003: Sing Me Something New
Em 2003, David Fonseca lança o seu primeiro disco a solo, “Sing Me Something New”, onde explora novas facetas de compositor e intérprete: toca praticamente todos os instrumentos deste disco. O primeiro single, “Someone That Cannot Love”, atingiu o número 1 do airplay nacional. “The 80’s” foi escolhido como tema de campanha da Vodafone, catapultando uma digressão de grande sucesso por todo o país.

### 2004: Humanos
Em 2004 participa no projecto Humanos, dando voz a temas inéditos de António Variações ao lado de Manuela Azevedo e Camané. O sucesso do disco culmina em 3 espectáculos memoráveis nos Coliseus de Lisboa e Porto e uma actuação para 40 000 pessoas no festival do Sudoeste.

### 2005-2006: Our Hearts Will Beat As One
Em 2005 chega a vez de “Our Hearts Will Beat As One”.  “Who Are U” liderou as tabelas de airplay durante todo o Verão de 2005; “Hold Still”, a balada em dueto com Rita Redshoes, levou-o até Londres para a gravação do vídeo; “Our Hearts Will Beat As One”, o terceiro single, teve como suporte um dos mais bem conseguidos videoclipes produzidos em Portugal, tendo liderado a tabela de preferências da audiência da MTV e tendo sido reforçado pela nomeação para o MTV European Music Awards de 2006 (nomeação que sucedeu às já recebidas em 2003 e 2005).

### 2007: Dreams In Colour
Em Julho de 2007, David Fonseca publicou a canção “Superstars II”, single de avanço de “Dreams In Colour” o terceiro trabalho de originais. “Kiss me, oh kiss me” foi outro dos temas em destaque.

### 2008: Tour Dreams in Colour Live
2008 começa com a continuação da Tour Dreams in Colour Live onde percorreu uma série de auditórios por todo o país. À semelhança de 2007 volta a participar no Festival South By Southwest, em Austin, Texas, onde se apresenta acompanhado apenas da sua guitarra e de uma loop station. 2008 foi também um ano de aposta na internacionalização com a edição do disco “Dreams in Colour” em Itália, Grécia e Espanha. No final de 2008 foi editado o seu primeiro DVD - “12.04.08 COLISEU - DREAMS IN COLOUR LIVE”.

### 2009: Between Waves and The Amazing Cats Club
Em 2009 desloca-se pela 3ª vez consecutiva ao Festival South by Southwest. Regressa a Espanha para apresentações em Madrid (Sala Heineken), Barcelona (Bikini) e Terrassa (Faktoria D’Arts). Em Julho, a edição de “A Cry 4 Love”, o single de adiantamento do álbum “Between Waves” que foi editado em 2 de Novembro.
David Fonseca continua a inovar através da criação de uma comunidade online a que chamou “Amazing Cats Club”, nome baseado na sua "label" e estúdio “The Castle of Amazing Cats”, e que pretende agrupar os entusiastas da sua obra artística.

### 2010-2011: Tour Between Waves
O ano de 2010 começou com a tournée de apresentação de “Between Waves” que culminou com dois grandes concertos, realizados em Abril, no Coliseu de Lisboa e Coliseu do Porto. Em Espanha passou por Pontevedra, Santiago de Compostela, Madrid e Barcelona. Em Dezembro de 2010 estreou o espectáculo “U Know Who I Am – one man, a thousand instruments and a Polaroid” a partir da canção “U Know Who I Am”, o terceiro single a ser retirado de “Between Waves”. Tal como o subtítulo indica, David esteve em palco apenas acompanhado dos seus instrumentos e de uma máquina fotográfica. A surpresa foi um elemento presente em todas estas apresentações, com variações nos alinhamentos, o recurso a instrumentos a que não estamos habituados a ver em David, com a interpretação de canções menos tocadas ou com temas de outros, em versões acústicas ou eléctricas.
Actuou pela primeira vez no Brasil – no prestigiado Festival Rock in Rio, e ainda em São Paulo e no Teatro Odisseia (Rio de Janeiro). Esteve também em Carballeira de Caldas de Reis – no Festival Cultura Quente, e também em Cáceres, onde recebeu o prémio “Pop-Eye Artista Revelación Europeo”.

### 2012-2013: Seasons - Rising: Falling
David Fonseca reservou para 2012 um dos grandes desafios artísticos da sua carreira – relatar-nos um ano da sua vida através de canções. O resultado é “Seasons”, um trabalho que se divide em dois discos: “Rising”, o primeiro volume, editado a 21 de Março, e “Falling” a 21 de Setembro. “Seasons - Rising” incluía temas como "What Life Is For" ou "Armageddon"; já em “Seasons – Falling” inclui temas como “All That I Wanted”, o primeiro single.
“Seasons – Rising: Falling” contou com as colaborações de Luísa Sobral em “It Shall Pass” e da brasileira Mallu Magalhães no tema “Monday, Tuesday, Wednesday, Thursday”. Mário Barreiros, produtor dos seus dois primeiros discos a solo, foi o responsável pela bateria em “At Your Door” e “Heartbroken”.

### 2014: Silence 4 - SongBook 2014, a reunião em palco
Em 2014 verifica-se a reunião dos Silence 4 para a realização de dois concertos: 29 de Março, no Multiusos de Guimarães; e dia 5 de Abril no Meo Arena. Sofia Lisboa dedicou-se nos 3 anos anteriores à sobrevivência a uma leucemia, situação catalisadora desta “reunião” em 2014.

### 2015-2016: Futuro Eu
"Futuro Eu” é o primeiro álbum de David Fonseca cantado em português. David já o tinha experimentado nalguns temas seus e havia participado no projeto Humanos, mas nunca tinha editado um álbum todo em português. Antes do lançamento do CD, David Fonseca começou por disponibilizar algumas canções online, como foram o caso de “Futuro Eu”, “Chama-me Que Eu Vou” e “Hoje Eu Não Sou” (canções disponíveis no mesmo disco). Incluído no disco está ainda um dueto de David Fonseca com Márcia em "Deixa Ser". David Fonseca apresentou “Futuro Eu” no dia 30 de Outubro, no CCB, em Lisboa, e dia 31 Outubro na Casa da Música, no Porto.
De referir que o álbum “Futuro Eu” de David Fonseca foi considerado o melhor trabalho discográfico do ano 2015.

### 2017: "Bowie 70", o tributo de David Fonseca a David Bowi
David Fonseca (fã assumido de David Bowie) coordenou o disco de tributo que reuniu várias vozes nacionais em torno da obra do músico britânico que morreu no ano de 2016. Afonso Rodrigues (Sean Riley), Ana Moura, Aurea, António Zambujo, Camané, Catarina Salinas (Best Youth), Márcia, Marta Ren, Manuela Azevedo, Rita Redshoes, Rui Reininho e o próprio David Fonseca emprestaram a sua voz para interpretar temas emblemáticos de David Bowie.
"BOWIE70 – A Tribute by David Fonseca", foi editado no ano em que David Bowie completaria 70 anos. A coordenação artística e a interpretação de todos os instrumentos musicais, teve a assinatura de David Fonseca.

### 2018: Radio Gemini
Lançado em 25 de Maio, Radio Gemini marca o regresso de David Fonseca a solo com canções em inglês. Segundo o próprio músico o segredo do álbum está "num sintetizador muito pequenino" que foi utilizado durante a composição das canções que fazem parte do álbum. Com 21 temas, o disco foi gravado em mais de 20 locais diferentes, incluindo aviões, comboios, carros e quartos de hotel. 
“As canções acabaram por ter uma característica muito volante, estão todas muito ligadas aos sítios em que estava e ao que estava a acontecer quando as fiz.”
Radio Gemini também se destaca por marcar os 20 anos de carreira de David Fonseca. Assim, os espetáculos  que ocorreram nos dias 14 de novembro, no Coliseu dos Recreios em Lisboa, e 16 de novembro, no Coliseu do Porto marcaram a celebração dos 20 anos de carreira do músico de Leiria, que iniciou o seu percurso na banda Silence 4. David Fonseca partilhou o palco com Camané e Manuela Azevedo, que com ele concretizaram o projeto Humanos, Rita Redshoes (em Lisboa) e Cláuida Pascoal (no Porto), o humorista Bruno Nogueira, Sofia Lisboa da sua banda Silence 4 e ainda a cantora espanhola Alice Wonder, que partilha a interpretação de “Resist”, um dos temas do alinhamento de “Radio Gemini”.

## Discografia

### Com Silence 4

#### Álbuns
- 1998 - Silence Becomes It
- 2000 - Only Pain Is Real
- 2004 - Ao Vivo: Coliseu dos Recreios
- 2014 - Songbook 2014
- 2014 - Songbook 2014 Live

#### DVD
- 2004 - Ao Vivo: Coliseu dos Recreios
- 2014 - Songbook 2014 Live

### Com Humanos

#### Álbuns
- 2004 - Humanos
- 2006 - Humanos ao Vivo

#### DVD
- 2006 - Humanos ao Vivo

### A solo

#### Álbuns
- 2003 - Sing Me Something New
- 2005 - Our Hearts Will Beat As One
- 2007 - Dreams in Colour
- 2008 - Dreams in Colour Live Tour Edition
- 2008 - 12.04.08 Coliseu Dreams in Colour Live
- 2009 - Between Waves[3]
- 2012 - Seasons - Rising: Falling
- 2015 - 'Futuro Eu[4]
- 2015 - Christmas Songs (CD BLITZ)
- 2016 - Futuro Eu – Outtakes
- 2017 - BOWIE 70 – A Tribute by David Fonseca
- 2018 - Radio Gemini
- 2020 - 'Lost And Found -B-Sides And Rarities
- 2022 - Living Room Bohemian Apocalypse

#### Edições em vinil
- 2009 - A Cry 4 Love VINIL EP
- 2009 - Between Waves VINIL LP
- 2012 - Seasons - Rising VINIL LP
- 2012 - Seasons - Falling VINIL LP
- 2016 - Futuro Eu VINIL LP
- 2016 - Sing Me Something New VINIL LP

#### Edições exclusivas do Amazing Cats Club
- 2009 - Christmas 2009 CD
- 2010 - Christmas 2010 CD
- 2011 - Christmas 2011 DVD [Between Waves Tour@Coliseu do Porto]
- 2012 - Christmas 2012 CD
- 2013 - Christmas 2013 CD
- 2014 - Christmas 2014 CD
- 2015 - Futuro Eu / Sem aviso  SINGLE VINIL
- 2015 - Chama-me que eu vou / É-me igual SINGLE VINIL
- 2015 - Hoje Eu Não Sou / Senso SINGLE VINIL
- 2015 - Christmas 2015 CD
- 2016 - Christmas 2016 CD
- 2017 - Christmas 2017 CD
- 2018 - Christmas 2018 CD

#### Singles
- 2003 - Someone That Cannot Love
- 2003 - The 80's
- 2005 - Who Are U?
- 2006 - Hold Still (com Rita Redshoes)
- 2006 - Our Hearts Will Beat As One
- 2007 - Superstars
- 2007 - Rocket Man
- 2008 - Kiss me, oh Kiss me
- 2009 - A Cry 4 Love
- 2010 - Stop 4 a Minute
- 2010 - U Know Who I Am
- 2012 - What Life Is For
- 2012 - Under The Willow
- 2012 - All That I Wanted
- 2013 - It Feels Like Something
- 2014 - It Means I Love You
- 2015 - Futuro Eu
- 2015 - Chama-me Que Eu Vou
- 2015 - Hoje Eu Não Sou
- 2015 - Sem Aviso
- 2015 - É Me Igual
- 2015 - Senso
- 2016 - Deixa Ser (com Márcia)
- 2016 - Ela Gosta de Mim Assim
- 2016 - Só Uma Canção no Mundo
- 2017 - Starman (feat. Aurea)
- 2017 - Get Up
- 2018 - Oh My Heart
- 2018 - Lullaby
- 2018 - Resist (feat. Alice Wonder)
- 2022 - Chasing the Light

#### Canção de Natal (@Youtube)
- 2005 - Silent Night
- 2006 - Little Drummer Boy
- 2007 - Amazing Grace
- 2008 - O Come All Ye Faithful
- 2009 - Last Christmas
- 2011 - All I Want For Christmas Is You
- 2012 - Happy Xmas (War Is Over)
- 2013 - Do They Know It's Christmas?
- 2014 - Oh Christmas Tree
- 2015 - Driving Home For Christmas
- 2016 - Have Yourself A Merry Little Christmas
- 2017 - My Favorite Things
- 2018 - Blue Christmas
- 2019-White Christmas

### DVD
- 2007 - Dreams in Colour: Dreams in Loop - Live
- 2008 - 12.04.08 Coliseu Dreams in Colour Live DVD
- 2009 - Between Waves: Streets of Lisbon - Acoustic Live Sessions

## Livros publicados

### Right Here, Right Now(2012)
"Right Here, Right Now" é o título do primeiro livro de fotografia de David Fonseca, a sua estreia neste tipo de edição. Uma recolha de 132 fotografias Polaroid entre as inúmeras imagens produzidas neste formato entre 1998 e 2008. David Fonseca tem desde há muito uma grande paixão pela imagem, tendo inclusive efectuado estudos nessa área em paralelo com a sua actividade musical. Foi aliás a sua carreira enquanto intérprete, músico e compositor que de alguma maneira o desviaram da conclusão de alguns projectos na área da fotografia e que entretanto retomou, chegando este ano ao público. A publicação do livro ocorreu alguns meses após a sua participação na edição dos "Encontros da Imagem", de 2012, realizada em Braga, em que realizou a exposição "As Long As We Have Each Other". "Right Here, Right Now" é uma edição bilíngue, com textos em inglês e português, da Tinta da China com 160 páginas e 132 fotografias.

## Filmografia
- 1996 - Gel Fatal: Diretor de Fotografia
- 2002 - Esquece Tudo O Que Te Disse: David/Jovem no Karaoke (cameo)
- 2005 - Lastro: Compositor
- 2008 - Os Contemporâneos: Ele Próprio (sketch: Videoclip "Salvem os Ricos")
- 2010 - Gru - O Maldisposto: Vector (voz)
- 2013 - Fuga do Planeta Terra: Gary Supernova  (voz)
- 2018 - A Idade da Pedra: Lorde Nute (voz)

## Colaborações
- 1999 - Phase: 52 Minutes of your Time (participação na faixa "City")
- 1999 - Trovante: Uma Noite Só (participação na faixa "125 Azul")
- 2003 - Sérgio Godinho: O Irmão do Meio (participação na faixa "Balada da Rita")
- 2007 - Jorge Palma: Encosta-te a Mim (participação no videoclip "Encosta-te a Mim")
- 2010 - Missão Sorriso: Leopoldina apresenta Clássicos Infantis (interpretação do clássico infantil "Vitinho")
- 2016 - Rádio Comercial: Passa a Outro e Não ao Mesmo (intérprete e compositor da canção "Encontro Marcado")
- 2017 - BOWIE 70 – A Tribute by David Fonseca (coordenação artística e, ainda a interpretação de todos os instrumentos musicais)
- 2018 - Banda Sonora da Série 1986: 1986 o disco (intérprete e compositor da canção "Ninguém")